# Klessiw (Dorf)
Klessiw (ukrainisch Клесів; russisch Клесов Klessow, polnisch Klesów) ist ein Dorf im Norden der ukrainischen Oblast Riwne mit etwa 1500 Einwohnern (2001).
Das 1880 gegründete Dorf befindet sich 27 km östlich vom Rajonzentrum Sarny und etwa 110 km nordöstlich der Oblasthauptstadt Riwne.
Am 7. September 2015 wurde das Dorf ein Teil der neugegründeten Siedlungsgemeinde Klessiw (Клесівська селищна громада/Klessiwska selyschtschna hromada), bis dahin gehörte das Dorf zur Siedlungsratsgemeinde Klessiw im Süden des Rajon Sarny.
Die im Nordosten des Rajon Sarny liegende Ortschaft wurde durch die Nuklearkatastrophe von Tschernobyl in Mitleidenschaft gezogen und liegt heute in der noch immer radioaktiv belasteten erweiterten Sperrzone von Tschernobyl.
Bei dem Dorf wird seit dem Ende des 19. Jahrhunderts Rovno-Bernstein gewonnen.